# Viktor Mahorin
Viktor Pavlovič Mahorin (rusko Виктор Павлович Махорин), sovjetski (ruski) rokometaš, * 2. julij 1948, † 20. junij 1993.
Leta 1980 je na poletnih olimpijskih igrah v Moskvi v sestavi sovjetske rokometne reprezentance osvojil srebrno olimpijsko medaljo.